# Hermann von Spaun
Pour les articles homonymes, voir Spaun.
Hermann von Spaun (Vienne, 9 mai 1833 - Gorizia, 28 mai 1919) est un amiral austro-hongrois.
Il est le commandant en chef de la marine austro-hongroise de décembre 1897 à octobre 1904.

## Biographie

### Premières années dans la marine
Le baron Hermann von Spaun est issu d'une vieille famille de la région allemande de Souabe. En 1850, il devient cadet provisoire de la marine impériale autrichienne (kaiserliche und königliche Kriegsmarine), navigue sur plusieurs navires et obtient le grade d'enseigne de frégate (Fregattenfähnrich) en 1853. En 1859, il obtient le grade de lieutenant (Fregattenleutnant) et est affecté comme premier officier de la goélette Artemisia pendant la guerre contre la France et le royaume de Sardaigne. Pendant la guerre contre le Danemark en 1864, il est déployé sur la frégate SMS Juan d’Austria en mer du Nord. Au début de l'année 1866, il devient commandant de l'Andreas Hofer et est ensuite affecté à la frégate blindée SMS Erzherzog Ferdinand Max, navire avec lequel il prend part à la bataille de Lissa le 20 juin de la même année. Pour sa bravoure lors de cette opération, il est décoré de l'Ordre de la Couronne de Fer IIIe classe.
À partir de 1867, il est responsable de la goélette Saida pendant deux ans. En 1869, il est promu capitaine de corvette (Korvettenkapitän) et classé comme commandant de la canonnière Hum. À partir de 1871, il est promu capitaine de frégate (Fregattenkapitän) et, à partir de 1873, il devient attaché naval à Londres, représentant pendant six ans la marine autrichienne auprès du Royaume-Uni, qui est alors la plus grande puissance navale du monde. De 1879 à 1883, il est affecté avec la goélette Saida à un voyage d'étude organisé par l'archiduc Charles Étienne de Habsbourg-Teschen, naviguant le long des côtes du Brésil et de l'Amérique du Nord. En 1884, il se voit confier le commandement du SMS Tegetthoff, puis passe au yacht impérial SMS Miramar avec lequel il accompagne le prince héritier dans un voyage en Orient.

### L'ascension

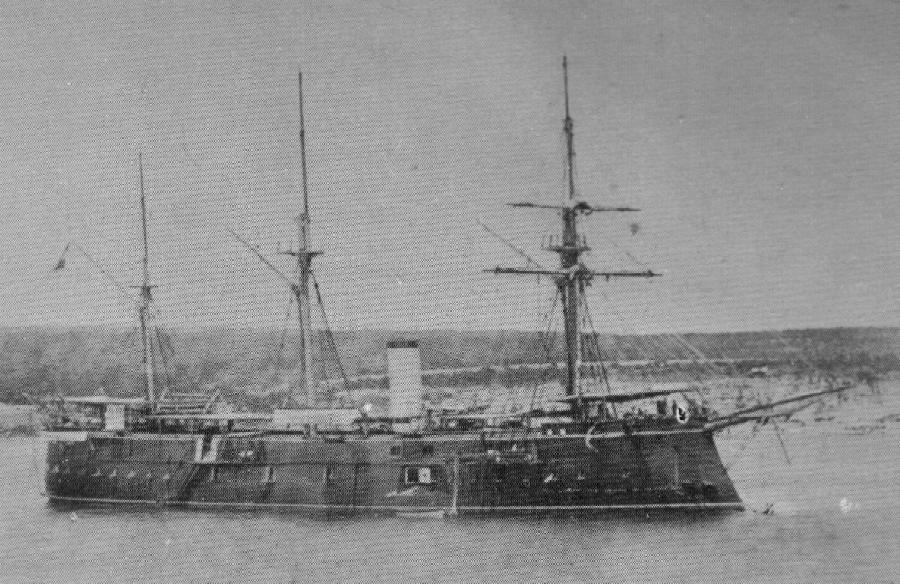
Le Prinz Eugen sur lequel von Spaun a été promu Kommodore.

Au cours des manœuvres de l'été 1885, il monte à bord du SMS Prinz Eugen et est immédiatement nommé commandant (Kommandor) avec la responsabilité d'une division en Méditerranée, participant ainsi au blocus des côtes grecques en 1886. La même année, il est promu contre-amiral (Kontreadmiral) et chargé du comité technique naval.
Lors de la conférence maritime internationale de Washington en 1889, il représente le gouvernement autrichien et conduit des délégations de la flotte autrichienne aux célébrations du 4e centenaire de la découverte de l'Amérique à Gênes, en l'honneur de Christophe Colomb, et en 1897, il est à Londres pour les célébrations du 60e anniversaire du règne de la reine Victoria. Après avoir été promu vice-amiral (Vizeadmiral) en 1892, il devient le délégué du général commandant la marine autrichienne, l'amiral Maximilian Daublebsky von Sterneck jusqu'en octobre 1897, avant de lui succéder au même poste. Le 1er mai 1899, il est promu au rang d'amiral (admiral) et en 1902, il est nommé sénateur de l'empire austro-hongrois.
Après sept ans de commandement général de la flotte et un total de 54 ans dans la marine, von Spaun prend sa retraite le 1er novembre 1904 à sa propre demande, passant ses dernières années à Gorizia où il meurt le 28 mai 1919.

## Décorations

### Décorations autrichiennes
- Chevalier de Grand-croix de l'Ordre royal de Saint-Étienne de Hongrie
 - Chevalier de Grand-croix de l'Ordre impérial de Léopold - 1900 
 - Chevalier de première classe de l'Ordre de la Couronne de Fer - 1898
 - Marianerkreutz (Croix de la Marine)
 - Médaille d'or du mérite militaire)
 - Médaille pour la 50ème année du règne de François-Joseph pour le personnel militaire (Signum Memoriae)
 - Médaille de guerre (Autriche)
 - Médaille pour 50 ans de service militaire pour les officiers

### Décorations étrangères
- Chevalier de l'Ordre de l'Aigle noir 1re Classe (Empire allemand)
 - Commandeur de l'Ordre des Saints-Maurice-et-Lazare (Royaume d'Italie)
 - Commandeur de l'Ordre d'Isabelle la Catholique (Espagne)
 - Commandeur de l'Ordre du Sauveur (Royaume de Grèce)
 - Grand cordon de l'Ordre du Soleil levant (Empire du Japon)
 - Officier de l'Ordre de Notre-Dame de Guadalupe (Second Empire mexicain)
 - Chevalier commandeur (2e Classe) de l'Ordre du prince Danilo Ier (Monténégro)
 - Chevalier de 3e classe de l'Ordre du Médjidié (Empire Ottoman)
 - Chevalier de 1re classe de l'Ordre du Lion et du Soleil (Empire perse)
 - Commandeur de l'Ordre du Christ avec étoile (Portugal)
 - Chevalier de 1re classe de l'Ordre de l'Aigle rouge (Royaume de Prusse)
 - Chevalier de l'Ordre de l'Aigle blanc (Russie impériale)
 - Chevalier de Grand-croix honoraire de l'Ordre de Saint-Michel et Saint-Georges - 30 juin 1905, en reconnaissance de ses services au sein de la Commission internationale d'enquête sur l'incident de la mer du Nord. (Royaume-Uni)